# David Prichard
David Prichard (27 novembre 1963 – 28 febbraio 1990) è stato un chitarrista statunitense, è stato il primo chitarrista degli Armored Saint, dal 1982 al 1989, l'anno seguente morirà a causa della leucemia.

## Discografia
Album in studio
- 1984 - March of the Saint
- 1985 - Delirious Nomad
- 1987 - Raising Fear

Live album
- 1988 - Saints Will Conquer

Demo
- 1982 - First demo
- 1989 - 1989 demo

EP
- 1983 - Armore Saint